# Murat Han

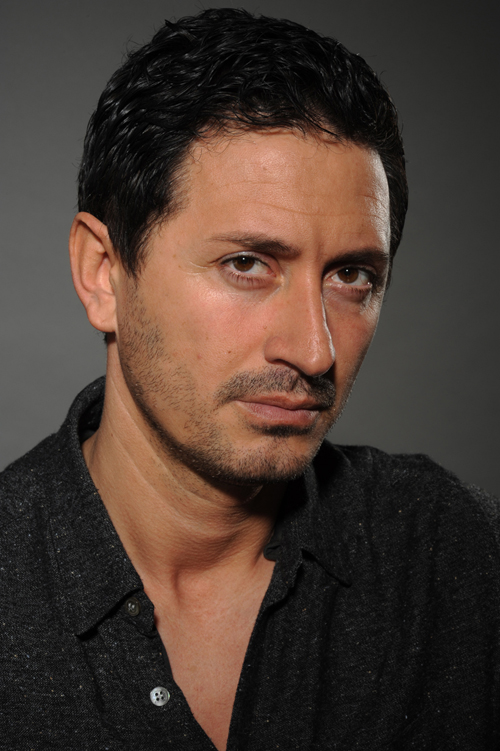
Murat Han, 2012

Murat Han (* 1. Mai 1975 in Ankara) ist ein türkischer Filmschauspieler.

## Leben
Murat Han wurde bei der Bilkent-Universität in Ankara zum Schauspieler ausgebildet. Es folgte ein mehrjähriger Aufenthalt in den Vereinigten Staaten. Seit 2007 spielt er in türkischen Film- und Fernsehproduktionen.
Für seine Hauptrolle des „Cemal“ in dem Film Mutluluk – Der Ehrenmord (2007) wurde er beim Antalya Film Festival als „bester Schauspieler“ ausgezeichnet. Es folgte eine Reihe von Film- und Fernsehserien-Hauptrollen, wie bei den Serien Vazgeç Gönlüm und Sana Bir Sır Vereceğim.

## Filmografie
- 2007: Mutluluk – Cemal
- 2007–2009: Vazgeç Gönlüm (Fernsehserie, 38 Folgen) – Salih
- 2008: Vicdan – Mahmut
- 2009: Hesaplaşma
- 2009–2011: Ömre Bedel (Fernsehserie, 71 Folgen) – Cesur
- 2011: Sensiz Olmaz (Fernsehserie, 7 Folgen)
- 2011: Karadedeler Olayi
- 2012: Beyond the Trophy
- 2012: Eve Düşen Yıldırım (Fernsehserie, 12 Folgen) – Namık
- 2013–2014: Sana Bir Sır Vereceğim (Fernsehserie, 25 Folgen) – Mehmet
- 2014: Hatasız Kul Olmaz – Başkomiser Bulut
- 2016: Kervan 1915
- 2017: Evlat Kokusu – Cevahir Akbaş
- 2018–2019: Savaşçi (Fernsehserie, 28 Folgen) – Karon
- 2022: Yalniz Kurt (Fernsehserie, 21 Folgen)